# スタンレー・カップ
スタンレー・カップ（Stanley Cup、 旧名Dominion Hockey Challenge Cup）は、NHL（北米プロアイスホッケーリーグ）において、プレーオフトーナメントの優勝チームに与えられる賞（トロフィー、カップ、杯）のことである。
トロフィーの構造は、最上部にカップ（杯）があり、そのカップを何層かの金属製のリング（又はバンド）が支えている（金属製のバンドの層の数は時代によって変遷する。）。トロフィー全体の高さは、880 mm (35 1/4 インチ)、重さは 14.6 kg (32 lb) である（2005年現在の数値）。
トロフィーの上部についた杯は、実は2つ存在する。1つは、長年の風雪で老朽化した実物で、1970年からオンタリオ州トロントのホッケーの殿堂に展示されている。もう一つは、1960年代中盤にモントリオールの鍛冶屋カール・ピーターセンが製作した複製品で、プレイオフ優勝チームに授与されたり、広告宣伝活動に用いられたりするものである。また、下部のバンドも古いものは順次取り替えられて、ホッケーの殿堂に保管されている。
もっとも「スタンレー・カップ」との言葉を慣用的に用いる場合には、
- 前述のとおり物としてのトロフィー又はカップ（杯）そのものを指すときのほかに、
- NHL（及びNHL発足以前のアイスホッケー界）における優勝（ないしは優勝チーム決定までの道程）を象徴的に表すとき、

があり、以下では、特に混同の恐れがない限り両者を区分していないので、文脈により判断されたい。

## 歴史

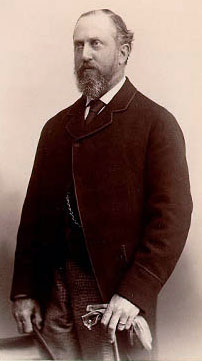
スタンレー卿

スタンレー・カップは、もともとはロンドンの鍛冶屋から10ギニー（当時の貨幣価値で、50ドルと等価）で購入された装飾用の椀であり、1892年に、アイスホッケーに魅了された時のカナダ総督、スタンレー卿 (Frederick Arthur Stanley, 16th Earl of Derby) によって寄贈されたものである（もっとも、アイスホッケーにより熱心だったのは、スタンレー卿の妻レディ・コンスタンス・スタンレーとその息子達だったとする説も存在する）。 

### チャレンジカップの時代
元来このカップはカナダにおけるアマチュアのトップチームに授与された賞であり、その受賞チームは、カップを保持するチーム及びカップ管理者 (trustee) が他チームからの挑戦 (試合の申し込み) を承諾し対戦することによって決定された。
スタンレー卿は、このカップに関して、次のようないくつかの仮規則を定めた。
- カップは、チャンピオンが所属するリーグの選手権を顕すものとしての機能も果すこと。
- カップは、授与されたチームの財産とはならないこと。
- カップ管理者は、どのチームがカップ保持者となるかについて争いがある場合には、その最終決定権限をもつこと。
- カップに対する挑戦チームは、その所属するリーグの優勝者でなければならないこと。
- カップ挑戦試合（リーグが異なる場合）の勝利は、関係する両チームの都合にあわせて、1試合で決するか、2試合の合計ゴール数で決するか、または、3試合で勝ち星の多いチームで決するかとすること。挑戦試合は、開催日時についてはカップ管理者の承諾を得なければならないが、試合のすべてはチャンピオンチームのホームにて行うものとすること。
- 試合のチケット収益は、両チームで等しく分配すること。
- 各リーグは1シーズンにつき、1度しかカップに挑戦することはできないこと。
- カップ優勝チームは、カップ管理者からの求めに応じて、カップを良好な状態で返還する義務を負うこと。
- カップ優勝チームは、自らの勝利を記念するためにカップに銀のリングを付け加える権利を有すること。

こうして、1893年にカップは、当時カナダ最高のホッケーリーグであったアマチュアホッケー協会 (AHA, Amateur Hockey Association)  の優勝チーム、モントリオールAAA (Montreal AAA) に対して最初に授与された。もっとも、当のスタンレー卿自身は、1893年7月15日に本国の兄の死亡を基因として、同年9月までのカナダ総督の任期を待たずしてイングランドに帰還した。 
1894年3月17日、初のスタンレー･カップのプレイオフ試合が開催された。そして同年3月22日には、初めてカップが観客席から目の届く場所に配置して試合が行われた。
この年は、AHA所属の5チームのうち4チームが5勝3敗でリーグ成績タイで首位に並んだ。この当時同点決勝の制度が存在しなかったことから、AHAの理事 (governor, trustee) 達は、どのチームを優勝とするかに頭を悩ませた。長い協議の後、ケベックチームの選手権試合辞退もあって、モントリオールで3チームによるトーナメント戦が行われることとなった。決勝では、唯一のアウェイチームであったオタワチームが敗北し、第1回スタンレー・カップ決勝戦は、3勝1敗の成績でモントリオールAAAが防衛戦に成功することとなった。
翌1895年は、オンタリオ州キングストンにあるクイーンズ大学 (Queen's University) が、初のカップ挑戦チームとなった。しかし、これについてはいろいろと問題があった。1895年3月8日には、モントリオール・ヴィクトリアズ (Montreal Victorias) がリーグタイトルを得て、同時にスタンレー・カップを獲得するのであるが、これに対する挑戦試合は、既にその翌日（3月9日）に行われることが予定されており、前年度優勝チームと大学チームとの間で行われることが決められていた。したがって、理事会は（前年度優勝者の）モントリオールAAAが挑戦試合に勝利を収めれば、モントリオール・ビクトリアズがスタンレー・カップの優勝チームとなるという判断を下した。そして、結果的に挑戦試合では5対1でモントリオールAAAが勝利を収める一方で、隣町のライバルチーム、モントリオール・ビクトリアズがスタンレー・カップ優勝チームとなったのである。
翌年には、マニトバ・ホッケーリーグ (Manitoba Hockey League) の優勝チームであるウィニペグ・ヴィクトリアズ (Winnipeg Victorias) が、挑戦試合初の成功チームとなった。すなわち、1896年2月14日にウィニペグチームは、前回覇者のモントリオール相手に2対0の勝利を収め、AHA以外のチーム初のスタンレー・カップ獲得を果した。しかしながら、ウィニペグの覇権も長くは続かなかった。モントリオール・ヴィクトリアズは、AHAで優勝を決めた後にウィニペグに対してカップを賭けた再挑戦試合の申し込みを行い、1896年12月30日に6対5で雪辱を果したのであった。
1897年には、AHA優勝チームのモントリオール・ヴィクトリアズに対し、中央カナダホッケー協会 (CCHA、Central Canada Hockey Association) の覇者オタワ・キャピタルズ (Ottawa Capitals) の挑戦試合が、カップ初の3回戦方式で行われることが予定されていた。しかし、このシリーズは、第1試合でヴィクトリアズが明らかに格の違いを見せ付ける15対2の勝利を収めると、第2試合以降は中止となった。
1899年にも3回戦方式が行われたが、このシリーズではレフリーの判定に疑義が起こってウィニペグ・ヴィクトリアズは第2試合を没収試合とされ、カップ優勝も取り消されることとなった。こうして、真の意味での3回戦方式が最後まで貫かれたのは、1900年が初となったのである。
1899年は、同年中に2つの異なるチームがカップ挑戦チームを退けるといった珍事も見られた。すなわちこの年は、モントリオール・ヴィクトリアズがウィニペグ・ヴィクトリアズを、また新リーグ覇者のモントリオール・シャムロックス (Montreal Shamrocks) がクイーンズ大学を、それぞれ挑戦試合で退けカップを防衛したのである。
1902年は、カナダアマチュアホッケーリーグ (CAHL、Canadian Amateur Hockey League、この前身はAHA) 所属チームが初めて挑戦試合に出場しない年となった。
また、1903年の挑戦試合では、初の再試合が行われた。同年1月31日のシリーズ第2試合、ウィニペグ・ヴィクトリーズ対モントリオールAAA戦の延長戦開始27分、2対2の同点の時点で真夜中12時となった。翌2月1日は、安息日 (sabbath) であったため、翌々日の2月2日に再試合が行われ、ウィニペグは4対2で勝ち、シリーズ1勝1敗のタイに持ち込んだ。  
この1ヵ月後、CAHLにおいてモントリオールAAAは第3位となり、同率で第1位となったモントリオール・ビクトリアズとオタワ・シルバーセブンとの間で、2試合の合計ゴール数をもってカップの帰趨が決定されることとなった。このシリーズで勝利したシルバーセブンは、その2日後にラットポーテージ・シスルズ (Rat Portage Thistles) からの挑戦試合を受けることとなったが、シルバーセブンはこのシリーズも容易に勝利を収めた。 
1904年1月30日に行われたオタワ・シルバーセブン対モントリオール・ビクトリアズのリーグ戦は遅い時間に始まったが、両チームは、深夜0時にゲームを終了することで合意し、この時点でシルバーセブンは4対1でリードしていた。ところがCAHL はこの試合を中断するのではなく再試合を行うべきであるとの判断を行ったため、シルバーセブンのリーグからの脱退が不可避となった。
CAHLは、シルバーセブンのリーグ脱退に伴ってスタンレー・カップの保有権はリーグに所属するケベック州のチームにあると考えていたが、カップ管理者はこれとは異なる判断を行った。他方、シルバーセブンは暫くどこのリーグにも属さず活動を行ったが、1905年にCAHLのライバルリーグである連邦アマチュアホッケーリーグ (FAHL、Federal Amateur Hockey League) に参加することとなった。
この1905年、ドーソンシティ・ナゲッツ (Dawson City Nuggets)  の出場したカップ挑戦試合は、史上屈指の伝説的なシリーズとなった。このチームは、ユーコンから連邦の首都オタワまで遥か4,000マイルの長旅を経て、到着後その翌日に試合を行ったのである（結果は、ナゲッツの敗北）。また、シリーズ第2戦では、23対2（ Frank McGee の14ゴールを含む。）のカップ史上最多（2005年現在）得点差がついた一方的な結果に終わった。
1906年には、東部カナダアマチュアホッケー協会 (ECAHA、Eastern Canada Amateur Hockey Association)  が創立され、同年12月には、スタンレー・カップ初となるプロ選手の出場（結果は勝利）があった。1910年までは、カップ管理者は、スタンレー・カップに出場資格がある選手は各リーグのレギュラーシーズンにおいてプレーした選手のみであるとの見解を示していたが、挑戦試合においては通常、チャンピオンチーム、挑戦チームともにプロ選手を助っ人として雇い入れていた。
1908年には、ついに全選手がプロで構成されたトロント・トロリーリーガーズ (Toronto Trolley Leaguers) がスタンレー・カップを獲得した。ここに至って、カナダのアマチュア優勝チームに対するトロフィーとして、アラン・カップ (Allan Cup) が用いられるようになり、スタンレー・カップはプロホッケー最高の栄誉を象徴する存在となった。 
1909年には、モントリオールAAAとモントリオール・ヴィクトリアズの両アマチュアチームが、東部カナダアマチュアホッケー協会から離脱した結果、同協会は名前こそ「アマチュア」を冠するものの、その実態はすべてプロチームから構成されるリーグとなった。
また、翌1910年には、カナダホッケー協会(CHA、Canadian Hockey Association、その前身は、ECHA)からモントリオール・ワンダラーズ (Montreal Wanderers) 及びオタワ・セネターズ (Ottawa Senators、前身はオタワ・シルバーセブン) がシーズン中盤に相次いで脱退し、挑戦試合終了後に新設されたNHA (National Hockey Association) に加盟した。これら2つの強豪チームを加えたNHA は、間もなく誰もが認めるカナダのトップリーグとなった。
1912年以前は、カップ挑戦試合は、リンクの状態さえよければいつでも行うことが許されており、1つのチームが一年間のうち何度もカップ防衛を果すことも通例であった。しかし、1912年、カップ管理者は、カップ防衛戦は、毎年チャンピオンチームのレギュラーシーズン終了後に、ただ一度のみ行われるものとすると決定した。

### 新たなチャレンジマッチとNHLの統一まで
1914年には、太平洋岸ホッケー協会 (PCHA、Pacific Coast Hockey Association) 所属のヴィクトリア・アリストクラッツ (Victoria Aristocrats) が、カップ保持チームのトロント・ブルーシャツに対しエキシビジョンによる「非公式の挑戦」を行った。これが起因となって、その1年後（1915年）にNHAとPCHAの間で、リーグ相互の優勝チームがカップを賭けて戦うことについて合意に至り、この合意はおよそ1926年までは有効であった。
スタンレー・カップのシリーズはカナダ東部と西部で毎年交替で開催されたが、NHAとPCHAとで異なるルールについては、試合ごとに双方のルールを交替で適用することとされた。初の「公式」的なカップ決勝は、5連戦シリーズで行われ、3勝0敗でバンクーバー・ミリオネアーズ(Vancouver Millionaires) が優勝した。
1916年には、ポートランド・ローズバッズ (Portland Rosebuds) が、米国のチームとして初めてとなるスタンレー・カップ決勝進出を果した。また、この翌1917年には、米国のチームとして初めてシアトル・メトロポリタンズ (Seattle Metropolitans) が、カップ戦を主催し、優勝を収めた。さらに、この1917年にはNHA の解体という事件があり、NHLがこれに取って代わったのである。
1918年は、スペイン風邪が世界中で猛威を振るい、モントリオール・カナディアンズ（風邪で死亡したジョー・ハル選手が所属）とシアトル・メトロポリタンズの間で行われるはずだったスタンレー・カップの開催が、史上初めて中止を余儀なくされた（この流感の詳細については、後述する。）。
スタンレー・カップ決勝戦の開催形態は、西部カナダホッケーリーグ (WCHL、Western Canada Hockey League)が新設された 1922年まで大幅に変更されることがなく、それまでは2つのリーグ優勝チームが、第3のチャンピオンチームへの挑戦権を賭けて対戦するというものであった。
1924年になって、西部2つのリーグの優勝チーム、すなわちPCHL所属のバンクーバー・マルーンズ (Vancouver Maroons) とWCHL所属のカルガリー・タイガース (Calgary Tigers) のうち1チームのみを東部地区との決勝戦へ送るか、それとも両チームを送るか疑義が持ち上がり、両チームの対戦の勝者は、決勝戦へ無条件で進出し、他方敗者は、モントリオール・マルーンズとの準決勝戦を戦うこととなった。
1925年には、PCHAとWCHAが合併し、新たに西部ホッケーリーグ (WHL、Western Hockey League) が創設されることになったが、このリーグは僅か1年で崩壊し、それ以後はNHLが、スタンレー・カップ戦の包括的な運営を行なうこととなった。

### スタンレー・カップに参加したリーグのまとめ
前までの項目では、チャレンジカップ時代のAHAから現代のNHLまで、スタンレー・カップに挑戦した数々のリーグの栄枯盛衰を表した。1927年の「NHL一本化」以前の黎明期における状況を振り返ってみれば似たような呼称のリーグがカナダの各地で群雄割拠し複雑な状況を呈していたことになる。この項ではこれらのリーグを発足年度順に整理しておく。西暦は、当該リーグが存続した期間を表す。
- 1893年 - 1989年: カナダアマチュアホッケー協会（AHA 、Amateur Hockey Association of Canada）
- 1893年 - 1906年: オンタリオホッケー協会（OHA 、Ontario Hockey Association）
- 1893年 - 1904年: マニトバ・北西部ホッケーリーグ（NHWHL 、Manitoba and Northwest Hockey League）
- およそ1890年頃: 中央カナダホッケー協会（CCA 、Central Canada Hockey Association）
- 1899年 - 1905年: カナダアマチュアホッケーリーグ（CAHL 、Canadian Amateur Hockey League）
- およそ1900年頃: カナダ沿海州ホッケーリーグ（MaHL 、Maritime Hockey League）
- 1904年 - 1907年: 連邦アマチュアホッケーリーグ（FAHL 、Federal Amateur Hockey League）
- 1904年 - 1906年: マニトバホッケーリーグ（MHL 、Manitoba Hockey League）
- 1906年 - 1908年: 東部カナダアマチュアホッケー協会（ECAHA 、Eastern Canada Amteur Hockey Association）
- 1908年: 東部カナダホッケー協会（ECHA 、Eastern Canada Hockey Association）
- 1907年 - 1909年: マニトバプロホッケー協会（MPHL 、Manitoba Professional Hockey League）
- 1907年 - 1911年: オンタリオプロホッケーリーグ（OPHL 、Ontario Professional Hockey League）
- 1907年 - 1910年: アルバータプロホッケーリーグ（AHL 、Alberta Professional Hockey League）
- 1908年 - 1912年: 新北部オンタリオホッケーリーグ（NOHL 、New Northern ontario Hockey League）
- 1910年: カナダホッケー協会（CHA 、Canadian Hockey Association）
- 1910年 - 1917年: ナショナルホッケー協会（NHA 、National Hockey Association）
- 1911年 - 1924年: 太平洋岸ホッケーリーグ（PCHA 、Pacific Coast Hockey League）
- 1912年 - 1914年: カナダ沿岸州プロホッケーリーグ（MaPHL 、Maritime Professional Hockey League）
- 1917年 - : ナショナルホッケーリーグ（NHL 、National Hockey League）
- 1921年 - 1925年: 西部カナダホッケーリーグ（WCHL 、Western Canada Hockey League）
- 1925年 - 1926年: 西部ホッケーリーグ（WHL 、Western Hockey League）

### 今日・将来のカップ戦
スタンレー・カップは1893年以来、 1919年（スペイン風邪の流行）、2005年（ロックアウト）を除いて、毎年授与され続けている。最多獲得チームはモントリオール・カナディアンズで24回、トロント・メープルリーフスの13回がこれに次ぐ。米国チームとして最も多く獲得しているのはデトロイト・レッドウイングスの11回である（獲得回数は、いずれも2008年現在のデータ）。  
2004年12月には、アルバータ州エドモントンのホッケーフアンからなる団体が、カップ管理者に対し2005年のストライキで中止されたスタンレー・カップを往時のようにチャレンジ・トロフィとして復活させるように働きかけを行う計画があると発表した。この計画が実現されれば、メモリアル・カップ（21歳以下のジュニアリーグ優勝）、アラン・カップ（21歳以上のアマチュアリーグ優勝）、ユニバーシティ・カップ（カナダの大学チーム）やカナダトップのセミプロチーム（AHA及びECHL）の優勝チームが集い、スタンレー・カップを争うこととなった。

### カップ最多獲得チーム・選手
スタンレー・カップ優勝経験が最も多いのは、チームでは、モントリオール・カナディアンズの24回、選手ではモントリオール・カナディアンズのアンリ・リシャール（Henri Richard）の11回で、これに次ぐのが、同じくカナディアンズのジャン・ベリヴォー (Jean Beliveau) 、イワン・クルノワイエ (Yvan Cournoyer) の10回である（回数は、いずれも2005年現在）。

## カップへの刻印
カップには、獲得チーム選手全員の氏名が刻まれる。この点は過去における例外を除けば、プロスポーツ界における優勝杯としては異例のことである。氏名を刻み込むスペースがなくなると、カップには新しい「区画」が加えられ、その代わりに古い「区画」はホッケーの殿堂へ飾られることになる。
スタンレー・カップにその名前が刻まれる条件は、レギュラー・シーズンのうち少なくとも41ゲームに出場し所属チームが優勝した時点でもそのチームに在籍するか、プレイオフ決勝戦に優勝チームの一員で出場するかとされるが、ケース・バイ・ケースでNHLの判断で認められる場合もある（例えば1997年6月13日に交通事故に遭い選手生命を失ったデトロイト・レットウィングスのウラジミール・コンスタンチノフは特例が認められ1998年にチームが連覇した後名前が刻まれた。）。
カップへの選手名刻印は、常に行われてきたことではなく、元来、スタンレー卿が示した条件では、「カップ優勝チームは、自らの費用で、自らの勝利を記念するためにカップに銀のリングを付け加えることができる」とされていた。
ところが結局のところ、リングは唯一つ、モントリオールAAAが付加したのみにとどまった。その後、各優勝チームはこの唯一のリングに対し、スペースが1902年に無くなるまで名前の刻印を続けた。そして、スペースがなくなると1903年のモントリオールAAAから始まって1907年まで、杯そのものの表面にチーム名の刻印が行われたのである（このことは、各チームが第2のリングを付加する出費を厭ったものとする見方もある。）。特に、1907年のモントリオール・ワンダラーズは、杯の内側にその名を刻んでいる。  
また、1908年は優勝チームのワンダラーズは、4チームもの挑戦をことごとく退けたのにもかかわらず、カップにチーム名を刻印しなかったが、その原因は、謎とされている。
1909年には、オタワ・セネターズがカップに新しいリングを付加した。これによって、新しいスペースが生じたにもかかわらず、1910年のワンダラーズ、そして1911年のセネターズが刻印を行わなかった原因もまた不明である。
かくして、新しいリングには、バンクーバー・ミリオネアーズの名前が刻み込まれることになるが、このチームは（当時の公式な選手権試合は、ワールドシリーズに類似のものであった。）正統的なカップ優勝チームといえず、ただ前年度優勝チームの所属したリーグで優勝したにとどまるのである。また、1915年から1918年までの間に刻印したチームについても、当時の「リーグチャンピオンシップ」条項があったことに起因するもので、公式的な意味でのスタンレー・カップ優勝チームとはいえないことに留意する必要がある。
その後、1924年にモントリオール・カナディアンズが第3のリングをカップに付加するまで、どのチームもが名前を刻印していないことも一つの謎とされる。これ以降は、チーム名及び選手名を刻印することが毎年の恒例となり、この伝統は途切れたことがない。

## カップの形状変更
1948年にスタンレー・カップの形状が改められるまでは、毎年新たなリングがカップに付加された。このため1909年計即時には400mmであった高さは、1940年にはほぼ900mm （約3フィート）にまで達していた。
1948年の形状変更により、カップは2ピースの葉巻型の形状となり、カップ部分は取り外し可能で、色彩が施された。このカップも、従前のカップ同様に名前を刻印していないチームについてもその栄誉を象徴するものであった。
現代において使用される、1ピース型のカップ形状は、1958年に古い胴体部を5つのリング（1つのリングには、13チーム分のスペースがある。）からなる新しい胴体部に付け換えるのに伴って採用された。
この新しいリングは、本来は100年間の刻印を満たすように設計されたのだが、1965年のモントリオール・カナディアンズの名前が、割り当てよりも大きな範囲に刻まれてしまった（したがって、このリングには13ではなく12チーム分しか名前がない。）。
その後1991年に、カップ最上部のリング（1928年から1940年までの優勝チームが刻印されていた。）をホッケーの殿堂に展示する旨の決定がされ、それ以上の刻印スペースがなくなったために、カップ最下部に新たなリングが取り付けられた（上部への取り付けは、いたずらにカップを大きくするため避けられた。）。
2004年には、下から2段目に新たなリングが取り付けられた。また、カップには1958年以来、小さな改変が行われており、とりわけオリジナルの破損に伴って複製品を代替とするために行われた1963年のカラー部分や1969年の椀の取り外しなどが注目に値する。
2005年には、1941年から1953年までに優勝を飾ったチーム、そして選手達の名前の入ったバンドが取り外される。

## 刻印ミス
カップへのチーム名、選手名の刻印においては次の例のようなミスが散見される。
- 1929年、ボストン・ブルーインズの選手兼コーチであった Cy Denneny の名前は、カップに2つの刻印があるが（一つはコーチとして、もう一つは選手として）、そのうちの一つは "Cy Dennenny" と誤って（n が一つ多い。）刻印がされている。
- 1952年、デトロイト・レッドウィングスのコーチであった Tommy Ivan の姓は、"Nivan" と(N が不要)、また Alex Delvecchio の姓も "Belvecchio" と（D をB と）それぞれ誤って刻印されている。
- 1964年、トロント・メープルリーフス (Toronto Maple Leafs) が、"Toronto Maple Leaes"（f をe ）と誤り。
- 1966年、モントリオール・カナディアンズ (Montreal Canadiens) が、"Montreal Canadiene"（s をe ）と誤り
- 1976年、モントリオール・カナディアンズの選手ボブ・ゲイニー ("Bob Gainey")が、"Bob Gainy"(eの欠落)と誤り。
- 1981年、ニューヨーク・アイランダーズ (New York Islanders) が、"New York Ilanders"（s の欠落）と誤り。
- 1984年、エドモントン・オイラーズのオーナー、ピーター・ポックリントン (Peter Pocklington) は、その父、ベイジル・ポックリントン (Basil Pocklington) とともにその名を刻印したが、実は父 Basil はチームとは全く無関係の人物であったため、その後、Xの連続文字によってその名を抹消されている。
- 1996年、コロラド・アバランチのフォワードであったアダム・デッドマーシュ (Adam Deadmarsh) の姓が、"Deadmarch"と誤り。（s をc としたミスであるが、dead march には、英語で「葬送行進曲」の意味がある。）このミスは、史上初めて後で刻印訂正された。
- 2002年、デトロイト・レッドウイングスのゴーリー Manny Legace の姓が、"Lagace"(e をa )と誤り、これも後で訂正された。
- 2010年、シカゴ・ブラックホークスのKris Versteegの姓が"Vertseeg"(sとtが入れ替わっていた)と謝り、後で訂正された。

なお、レプリカを製作することとなったときに、古い刻印ミスはあらかた訂正されたとされる。特に、Xの連続文字で消去された箇所はレプリカでは存在しないとされており、本物との判別材料となる。

## カップにまつわる伝統と逸話
スタンレー・カップの杯そのものは、話し言葉のなかでは「スタンレー卿のマグ」とか、単に「銀杯」と呼ばれることもあり、獲得チームは、その勝利後に杯からシャンパンを飲むのが伝統的なならわしとなっている。
また、その他のならわしとして、決勝戦終了後直ちに勝利チームのキャプテンがこれを受け取て頭上に高く掲げ上げ、カップは選手から選手へ手渡しされ、スケートリンク上をすべる選手に掲げられるといったことがある。このならわしは、"skating the cup" と呼ばれる。この2つ目の伝統は、2001年にコロラド・アバランチが優勝した時に、ジョー・サキックとレイ・ボークによって少しだけ破られたことがある。この2001年のファイナル第7戦で、ボークは22年のNHL生活から引退することを表明しており、彼にとってはこれが初のカップ優勝でもあった。そこで、キャプテンであるサキックはNHLコミッショナーのゲイリー・ベットマン (Gary Bettman) からカップを受け取っても、先ず最初にそれを掲げ上げることなく、ボークに行うようにカップを手渡したのである。
その他の伝統（むしろ、迷信に近い。）として今日のNHLの選手達に流布しているのは、チームが真にカップを獲得するまでは、カップには手を触れることが許されないというものである。この慣習に付け加えて、カンファレンス優勝を果した時に、その優勝トロフィ、クラレンス・キャンベル・ボウル及びプリンス・オブ・ウェールズ・トロフィー（Clarence S. Campbell Bowl及びPrince of Wales Trophy）に手を触れもせず、掲げ上げることもしないといった選手もいる。こういった選手達は、スタンレー・カップこそが唯一無二、真のチャンピオンの証であって、掲げ上げてよいのはこのカップのみであると信じている。
また、従来から非公式的には選手が私的にカップを手元に置くということは行われてきたが、1995年からは、優勝チームの各選手は、ホッケーの殿堂からの代理人の随伴のもとで、1日ずつカップを手元におくといった伝統が始まった。
今日では、スタンレー･カップはプロスポーツの優勝杯としては最もその獲得が困難なものと誉めそやされることがあるが、これはホッケーが肉体的に過酷なスポーツであること、また、その獲得までの道程が長いことによるものといえる。
なお、スタンレー卿は、1893年に本国のイギリスに帰国しなければならなかったために、寄贈したカップが試合会場に並べられるシーンも、また、自らの名前を冠したカップを優勝チームに授与することもできなかった。

## 旅するカップ
スタンレー・カップは、プロスポーツの優勝杯としては世界中で最も認知度の高いものの一つであるため、多くの場所を旅している。
（2005年から）過去5年間で、640,000km （400,000マイル）を移動した記録がある。カップは、例えば、次のような場所にも旅をした。
- ブリティッシュコロンビア州の山の頂上
- コロラド州のエルバート山（高さ4399 m）の頂上
- モスクワの赤の広場とルジニキー・スタジアム (Luzhniki Stadium) で行われたサッカーの試合
- ロシア、エカチェリンブルクの欧州とアジアとの地理的境界を示すモニュメント
- 時のコロラド・アバランチのヘッドコーチ、ボブ・ハートリー (Bob Hartley) が一時勤務し、コーチを務めたマイナーホッケーチームのある自動車用ガラス工場
- カナダのアボリジナルであるメティの保留地
- テーマパーク、ユニバーサル・スタジオのジェットコースター
- ロサンゼルスの「ハリウッド」の看板
- 元デトロイト・レッドウイングス選手のダレン・マッカーシー (Darren McCarty) が保有するスピンする車上
- タンパベイ・ライトニング選手のブラッド・リチャーズ (Brad Richards) の水上オートバイの上及びその父親がノーサンバーランド海峡を運行したときの釣り船の船上（両方とも、カップにはライフ・ジャケットが装着されていた。）
- ヌナブト準州の街 Rankin Inlet のイグルーの中
- ジョージ・H・W・ブッシュ及びビル・クリントン・アメリカ合衆国大統領に招聘されてホワイトハウスの中

## 奇禍のエピソード
スタンレー・カップは多くの酷い目にあい、ひどい場所に置かれたり、粗雑な取り扱いをされたことがあった。
- 1905年、オタワ・シルバーセブンの選手は、カップをアメフトのようにパントキックして凍結したリドー運河を越せるかどうか試したが、これは失敗に終わり、カップは翌日まで放置されたままであった[13]。
- その数週間後、1906年にはモントリオール・ワンダラーズの選手が、ある写真家のスタジオにカップを置き忘れたことがあり、後で写真家の母親が、カップをゼラニウムの植木鉢として使用したことがわかった[13] 。
- 1924年には、モントリオール・カナディアンズの選手数名が、勝利を祝うためチームオーナーの Leo Dandurand の家に向かう途中で、車のパンクを修理したあとにカップを道端に置き忘れた。しかし、カップは後にそのままの状態で回収された[13]。
- 1925年、ヴィクトリア・クーガーズのマネージャー兼コーチのレスター・パトリック (Lester Patrick) の息子 Lynn と Muzz が自宅物置でカップを見つけたため、カップに爪で自分達の名前を刻み込んだ。1940年になって Lynn 、Muzz ともにニューヨーク・レンジャースの選手として優勝を果し、正式にカップに名前を刻み込むこととなった。しかし、この年、2人はチームメートとともにカップに放尿するいたずらをした[14]。
- ニューヨーク・アイランダーズのブライアン・トロティエ (Bryan Trottier) は、カップを抱いて寝た[13]（これくらいのことは、多くの選手がかつて行った。）だけでなく、カップを取り外して犬のえさ皿として使用したことを認めている。
- 1987年、エドモントン・オイラーズのマーク・メシエはカップをストリップクラブに持ち込み、ファンにそれを使って酒を飲ませた。原因は不明であるがカップには、ところどころ雑草が絡み付いていた。このため、カップは地域の自動車修理工場で修理された後、ホッケーの殿堂に返送された.[14] 。
- 1991年のピッツバーグ・ペンギンズ及び1993年のモントリオール・カナディアンズは、カップの浮力をテストしようとして、それぞれマリオ・ルミュー、パトリック・ロワの自宅プールの底に沈めている[13]。（当時カナディアンズのキャプテンであった Guy Carbonneau は、「スタンレー・カップは浮かない」と結論している。）
- 1996年、コロラド・アバランチのシルヴァン・ルフェーブル (Sylvain Lefebvre) は娘の洗礼をカップで行った。
- 2003年、ニュージャージー・デビルスの Jiri Bicek は、スロバキアにカップを携えて訪問することを予定していた。しかし、うっかりカナダ国内に置き忘れ、カップは到着しなかった。カップはトロント発の次の便で運送された[15] 。
- 2004年8月22日、カップ保管者の Walter Neubrand は、タンパベイ・ライトニングのヘッドスカウト Jake Goertzen にカップを届けるため、ブリティッシュコロンビア州フォート・セントジョンに向かった。しかし、バンクーバー国際空港のエアカナダ職員が、出発前に35ポンドの重さがあるカップを重量制限オーバーで下ろしてしまった。このため、カップは目的地から750マイル離れた荷物置き場で1晩を過ごす羽目になり、翌日にフォート・セントジョンに空輸された。

## プレイオフあれこれ

### 1919年の流感 - カップ受賞者なし
1918-1919シーズン、モントリオール・カナディアンズとシアトル・メトロポリタンズとの間で行われたプレーオフ戦のさなか、カナディアンズの複数選手が、当時世界を襲ったスペイン風邪に感染した。決勝戦は、第5戦終了後に中断となった。カナディアンズ選手のジョー・ホール (Joe Hall) 、Manager Kennedy 、Billy Coutu 、ジャック・マクドナルド (Jack McDonald) 、Edouard Lalonde は入院する羽目になった。試合中止が決定された僅か4日後、ジョー・ホールは死亡し、決勝シリーズは2勝2敗1引き分けのまま、行われないこととなった
。このシーズンは、後述する2004年から2005年のNHLロックアウトを除いて、唯一スタンレー・カップがどのチームにも授与されないシーズンとなった。

### 1927年スタンレー・カップにおける喧嘩
1927年スタンレー・カップ決勝の第4試合で、ボストン・ブルーインズのディフェンス Billy Coutu は、明らかにコーチアート・ロスの求めに応じて、喧嘩を始めた。Coutu はレフェリー、Jerry LaFlamme を殴り、NHL史上初の永久追放選手となった。1929年10月8日、この処分は解かれ、Coutu はマイナーリーグでプレイすることができるようになった。しかし、再びNHLでプレイすることはなかった。

### 2004-05シーズンのロックアウト
2004-2005シーズンのNHLオーナーとNHL選手会 (NHLPA) の労使紛争は2004年9月15日に始まったが結局物別れに終わり、これが2005年2月16日に予定されていたスタンレー・カップ決勝戦の中止をもたらした。
このときのファンの声の中には、かつてのようにカナダ最強チームを決定するための挑戦試合方式にすべきであるといったものもあった。また、あるオンタリオ州のグループは、州上級裁判所に対し、「NHLロックアウトにかかわらず、カップ管理者はカップを（誰かに）授与しなければならない」との裁判所命令を出すように申請したといわれる。
当時のカナダの総督は女性のエイドリアン・クラークソンで、彼女はこの目途の立たない労使紛争に早い段階から不快感を示し、もしNHLがロックアウトでキャンセルされるようなことになるのなら、スタンレー・カップは首位の女性ホッケーリーグのチームに授与すればいいではないか、とまで言い切った。ただし実際にスタンレー・カップ決勝戦の中止が決まると、クラークソンは2005年3月10日になって女性ホッケーリーグのために新たな賞を制定することを発表、結局このシーズンのスタンレー・カップは該当者なしということになった。